# 董敬
董敬，浙江上虞渔家渡（今上虞市上浦镇渔家渡村）人，明朝政治人物、进士出身。

## 生平
永樂二十二年（1424年），登甲辰科進士，任贵州道监察御史，升任诰封通议大夫、詹事府詹事兼翰林院学士。

## 家族
有子董豫、董復。